# 5 Card Draw
5 Card Draw (također i five-card draw) je kartaška igra, jedna od najstarijih varijanta pokera. Vrhunac popularnosti postizala je krajem 19. stoljeća, no početkom 20. stoljeća dijelom su je istisnule popularnije igre 5 Card Stud, 7 Card Stud i Texas hold 'em. 5 Card Draw popularnost je djelomično vratio u kalifornijskim poker sobama nakon tamošnje zabrane Texas hold 'ema 1970-ih godina, no nakon ukidanja zabrane gotovo je potpuno istisnut iz profesionalne igre. Svejedno, 5 Card Draw ostaje jedna od omiljenih igara za poker amatere i kućne partije, te i dalje uživa svojevrsnu popularnost u internetskim poker sobama.

## Povijest
5 Card Draw direktni je nasljednik straight pokera, igre koja potječe iz 1830-ih godina s kockarskih brodova na Mississippiju, a koja se sa špilom od samo dvadeset karata (od asa do desetke). Straight poker imao je samo jednu turu ulaganja, a veličina špila nije dozvoljavala zamjenu karata. Za vrijeme zlatne groznice došlo je do velike migracije Amerikanaca po sjevernoameričkom kontinentu, a zbog toga se i širila popularnost pokera. U to vrijeme počeo se javljati 5 Card Draw kakvog poznajemo danas, s jednom turom zamjene karata i špilom od 52 karte. Za vrijeme Američkog građanskog rata u igru je dodana boja, a počinju se javljati i verzije s džokerom, te Lowball, verzija pokera orijentirana na zamjenu karata u kojoj pobjeđuje najgora ruka.
5 Card Draw je uskoro bio istisnut od strane nasljednika u obliku stud poker varijanti: 5 Card Studa i 7 Card Studa čiju je popularnost kasnije preuzeo i Texas hold 'em. Međutim, u Kaliforniji je nakon zabrane Texas hold 'ema pomoću istog statuta kojim je zabranjena danas nepoznata kockarska igra "stud-horse", 5 Card Draw i Lowball su specijalno legalizirani 1938. u losanđeleskoj četvrti Gardena. 5 Card Draw je zadobio popularnost u verziji s tzv. "bugom", džokerom koji je funkcionirao samo kao zamjena za asa ili kao upotpunjenje skale ili boje. 5 Card Draw se s vremenom proširio na sjever Kalifornije, te je postao najčešća varijanta pokera u igrama na američkom Zapadu izvan Las Vegasa.

## Tijek igre
Igrači postavljaju prisilne uloge na početku dijeljenja i djelitelj ili croupier svakom igraču dijeli po pet karata. Potom se obavlja prva tura ulaganja. Nakon toga svaki igrač koji nije odustao, počevši od igrača lijevo od djelitelja i idući u smjeru kazaljke na satu, ima pravo promijeniti između nula i pet karata iz svoje ruke (u nekim amaterskim varijantama zbog očuvanja talona igrač smije zadržati asa i zamijeniti četiri karte, ili zamijeniti tri karte ako ne drži nijednog asa). Nakon zamjene karata, igrači započinju novo ulaganje, počevši od prvog igrača lijevo od djelitelja koji još nije odustao. Nakon tog ulaganja, karte se polažu na stol i najbolja kombinacija pobjeđuje.

## Vanjske poveznice
- Povijest 5 Card Drawa (engl.)
- Pravila 5 Card Drawa